# Finland op het Eurovisiedansfestival
Finland deed in 2007 en 2008 mee aan het Eurovisiedansfestival.
In 2007 stuurde Finland Jussi Väänänen en Katja Koukkula naar het festival. Met de rumba en paso doble wonnen ze het eerste Eurovisiedansfestival.
Ook in 2008 deed Finland mee. Dit keer met Maria Lund en Mikko Ahti, zij dansten alleen de tango. Dit keer behaalde Finland een iets minder goede plaats: de 10de plaats.
Sinds 2009 wordt het festival niet meer gehouden.

## Lijst van Finse deelnames
| Jaar | Artiest                          | Stijl               | Plaats | Punten |
| ---- | -------------------------------- | ------------------- | ------ | ------ |
| 2007 | Jussi Väänänen en Katja Koukkula | rumba en paso doble | 1      | 132    |
| 2008 | Maria Lund en Mikko Ahti         | tango               | 10     | 44     |

2007 · 2008 
Zie ook: Eurovisiesongfestival · Junior Eurovisiesongfestival · Eurovision Young Musicians · Eurovision Young Dancers · Eurovision Choir
Azerbeidzjan · Denemarken · Duitsland · Finland · Griekenland · Ierland · Litouwen · Nederland · Oekraïne · Oostenrijk · Polen · Portugal · Rusland · Spanje · Verenigd Koninkrijk · Wit-Rusland · Zweden · Zwitserland